# Лебедєв Іван Кононович
Іван Кононович Лебедєв (1907, село Большая Садовка Городищенського повіту Пензенської губернії, тепер Городищенського району Пензенської області, Російська Федерація — 24 листопада 1972, Москва) — радянський партійний і державний діяч, 1-й заступник Голови Ради Міністрів РРФСР. Депутат Верховної Ради РРФСР 1-го скликання. Депутат Верховної Ради СРСР 2—5-го скликань. Член ЦК КПРС у 1952—1961 р.

## Біографія
Народився у селянській родині. Закінчив церковноприходську школу у місті Балаково.
У квітні 1919 — квітні 1920 р. — наймит у заможного селянина у місті Балаково Самарської губернії. У квітні — жовтні 1920 р. — практикант Балаковської лікарні імені Пирогова. У жовтні 1920 — березні 1921 р. — завідувач секції підлітків на біржі праці у місті Балаково. У 1921 році вступив до комсомолу.
У березні 1921 — травні 1928 р. — слюсар судноремонтного заводу у місті Балаково.
У травні 1928 — вересні 1929 р. — секретар Балаковського повітового комітету ВЛКСМ Нижньо-Волзького краю.
Член ВКП(б) з серпня 1928 року.
У вересні 1929 — травні 1931 р. — завідувач відділу виконавчого комітету Балаковської районної ради Нижньо-Волзького краю.
У червні 1931 — червні 1932 р. — учень Балаковського технікуму водних шляхів сполучення (закінчив 3 курси). У червні 1932 — березні 1933 р. — студент Саратовського технологічного інституту.
У березні 1933 — лютому 1934 р. — помічник начальника політичного відділу Глазуновської машинно-тракторної станції станиці Кумилженської Кумилженського району Сталінградського краю. У лютому 1934 — лютому 1935 р. — заступник начальника політичного відділу, у лютому 1935 — березні 1937 р. — заступник директора із політичної частини Зав'язинської машинно-тракторної станції станиці Преображенської Кіквідзенського району Сталінградського краю.
У березні — серпні 1937 р. — 1-й секретар Сиротинського районного комітету ВКП(б) Сталінградської області.
У серпні 1937 — червні 1938 р. — 1-й секретар Сталінградського обласного комітету ВЛКСМ.
У червні — вересні 1938 р. — виконувач обов'язків 3-го секретаря Сталінградського обласного комітету ВКП(б).
У вересні 1938 — лютому 1940 р. — студент Академії соціалістичного землеробства у Москві, закінчив 2 курси.
У лютому — листопаді 1940 р. — відповідальний організатор Управління кадрів ЦК ВКП(б).
У листопаді 1940 — серпні 1942 р. — уповноважений Комісії партійного контролю (КПК) при ЦК ВКП(б) по Курській області. У липні 1942 — листопаді 1943 р. — уповноважений КПК при ЦК ВКП(б) по Приморському краю. У листопаді 1943 — квітні 1944 р. — уповноважений КПК при ЦК ВКП(б) по Татарській АРСР.
У квітні (26 серпня) 1944 — 24 січня 1949 р. — 2-й секретар ЦК КП(б) Латвії. У січні — лютому 1949 р. — інспектор ЦК ВКП(б).
У лютому 1949 — серпні 1952 р. — 1-й секретар Пензенського обласного комітету ВКП(б).
У 1950 році заочно закінчив Вищу партійну школу при ЦК ВКП(б).
У серпні 1952 року — інспектор ЦК ВКП(б).
У серпні 1952 — квітні 1955 р. — 1-й секретар Омського обласного комітету КПРС.
26 березня 1955 — 24 квітня 1956 р. — 1-й заступник Голови Ради Міністрів РРФСР.
У квітні 1956 — 28 січня 1960 р. — 1-й секретар Ставропольського крайового комітету КПРС.
З 1960 року — на пенсії у місті Москві. Похований на Новодівочому цвинтарі Москви.

## Нагороди та звання
- три ордени Леніна (1956, 1957, 1958)
- орден Вітчизняної війни ІІ-го ст.
- медалі